# Viktoriia Safonova
Viktoria Andrejevna Safonova (Russisch: Виктория Андреевна Сафонова) (Moskou, Rusland, 8 mei 2003) is een in Rusland geboren, maar tegenwoordig voor Wit-Rusland uitkomende kunstschaatsster.